# Jean-Joseph Balechou
Jean-Joseph Balechou (Arles, 11 luglio 1715 – Avignone, 8 agosto 1764) è stato un incisore e pittore francese.

## Biografia
Jean-Joseph Balechou nacque ad Arles, l'11 luglio 1715; fu un incisore e un ritrattista.
Si avvicinò all'arte seguendo le lezioni di pittura del maestro Joseph Vernet ad Avignone, dopo di che optò per le incisioni, sotto la guida del maestro Michel.
Nel 1734 si trasferì a Parigi, dove collaborò con Nicolas-Bernard Lépicié, e successivamente si dedicò ai lavori di incisione tratti dalle opere ritrattistiche di Hyacinthe Rigaud o i dipinti di genere di Étienne Jeaurat.
La sua opera più nota e il ritratto a bulino di Augusto III di Polonia, tratto dal pittore francese di origini catalane Hyacinthe Rigaud, anche se una disputa su copie segretamente trattenute danneggiò il suo lavoro. Infatti questa opera causò la sua espulsione dell'Accademia, perché egli fu accusato di averne stampato e venduto varie copie avantilettera, contravvenendo alla regola.
Incise numerosi ritratti tratti da Louis Silvestre II, Jean-Marc Nattier, Antoon van Dyck, Jean-Baptiste van Loo, Jean-Étienne Liotard, François Boucher, oltre che soggetti di guerra e paesaggi.
Nel 1753 ritornò ad Avignone dove proseguì la sua attività fino alla sua morte.
Le sue incisioni si caratterizzarono per un grande vigore d'esecuzione e per un'originalità innovatrice.

## Opere
- Louis des Balbes de Berton de Crillon;
- Christophe-Paul de Robien, tratto da Huguet;
- Charles Antoine Coypel, dipinto;
- Thamas Kouli-Khan;
- Augusto III di Polonia;
- Philippe I de Parme, infant d'Espagne, tratto da Louis René Vialy;
- Guillaume IV d'Orange-Nassau, tratto da François de Troy;
- Jean de Jullienne, tratto da François de Troy;
- Charles Rollin, tratto da Charles-Antoine Coypel;
- Jacques-Gabriel Grillot, abbé de Pontigny,, tratto da Jacques Autreau;
- Anne-Charlotte de Loiserolle femme d'Aved, peintre du Roi, tratto da Joseph Aved;
- Prosper Jolyot de Crébillon, tratto da Joseph Aved;
- Madame Arlon, tratto da Joseph Aved;
- Marie de Rohan, tratto da Louis Ferdinand Elle l'Aîné;
- Alexandre Jean Joseph Le Riche de La Popelinière, tratto da Louis Vigée;
- Heinrich von Brühl, tratto da Louis Silvestre II;
- Jean Varin, tratto da Claude Lefèbvre;
- Marie Louise Élisabeth de France, infante de Parme, tratto da Jean-Marc Nattier;
- Sainte-Geneviève, tratto da Charles-Amédée-Philippe van Loo;
- L'Enfance, tratto da Michel-François Dandré-Bardon;
- Jean Warin.

Portraits gravés par Jean-Joseph Balechou
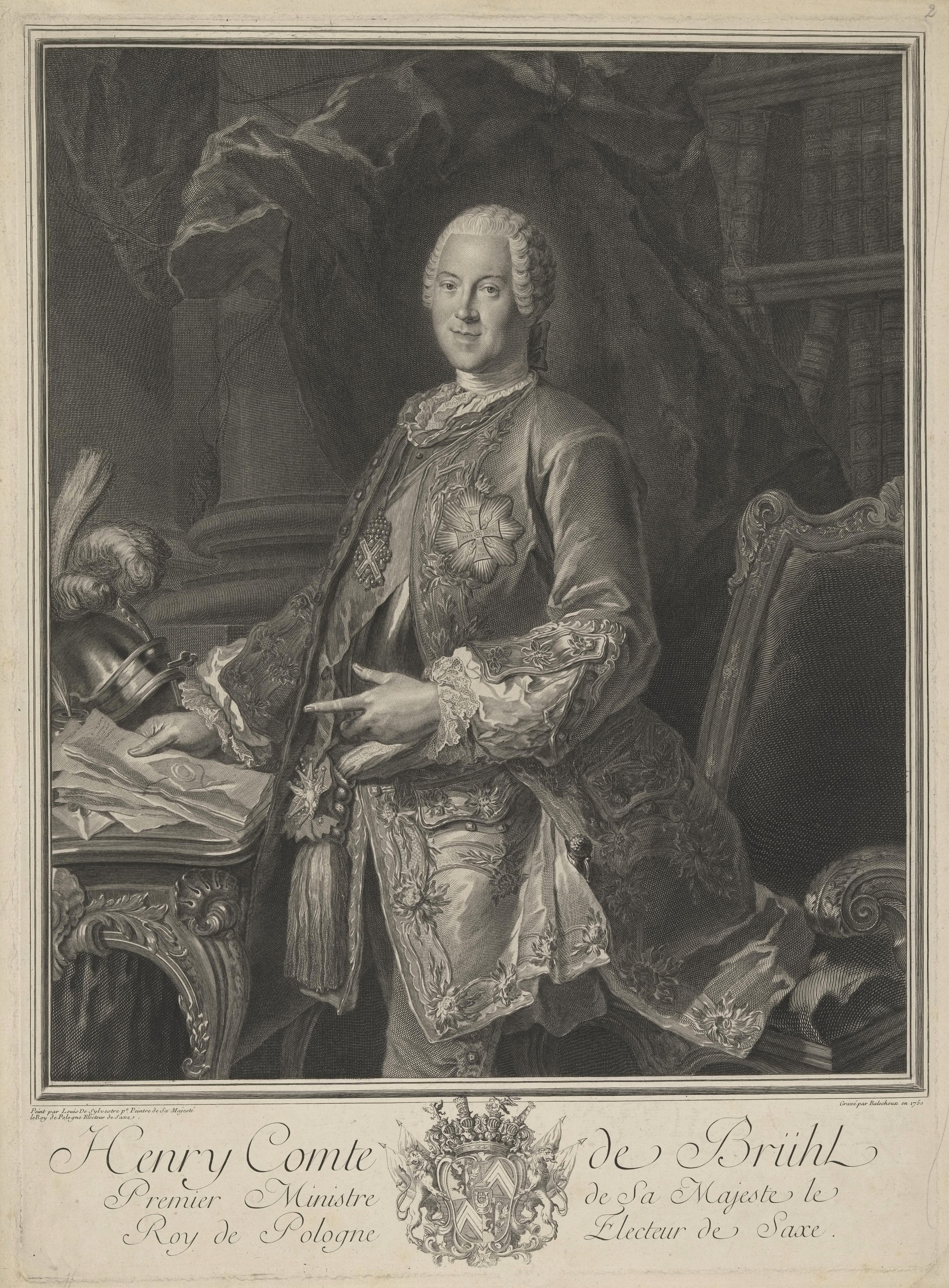
Heinrich von Brühl
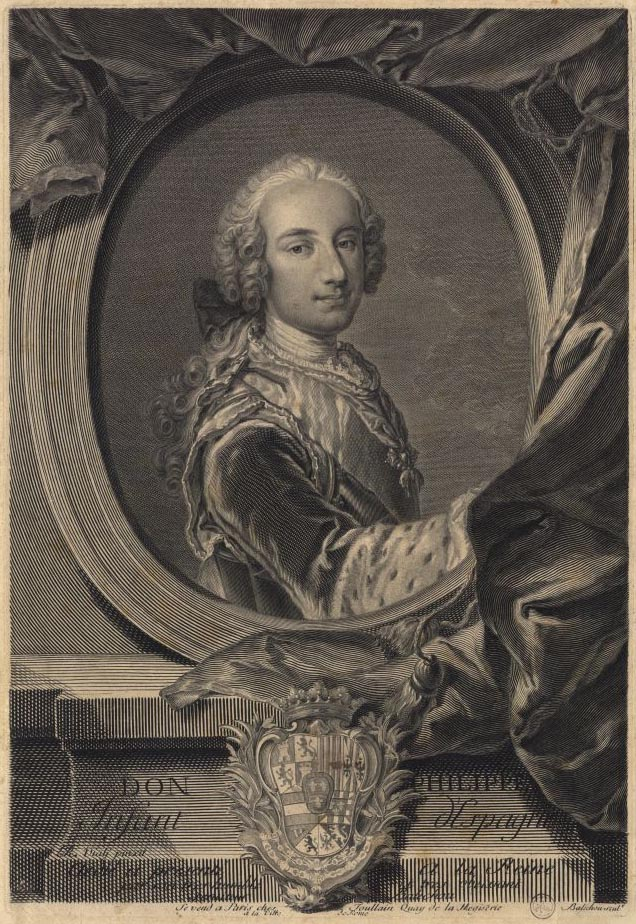
Philippe I de Parme
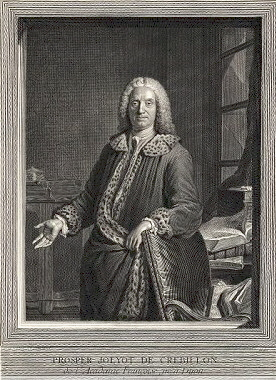
Prosper Jolyot de Crébillon
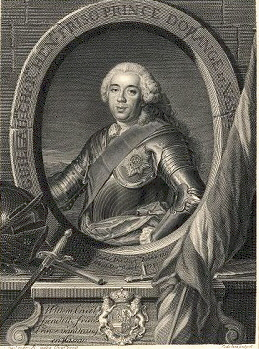
Guillaume IV d'Orange-Nassau prince d'Orange et de Nassau
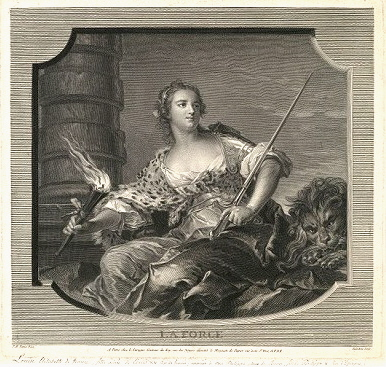
Marie Louise Élisabeth de France
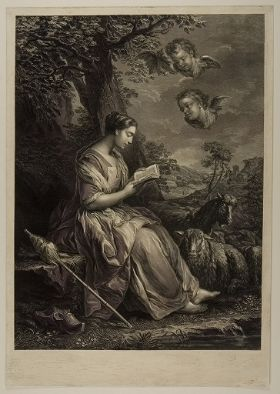
Sainte-Geneviève